# Kedonglo
Kedonglo is een bestuurslaag in het regentschap Situbondo van de provincie Oost-Java, Indonesië. Kedonglo telt 4160 inwoners (volkstelling 2010).